# Öcsém-tető
Az Öcsém-tető (románul: Vf. Ecem) a Hagymás-hegységben található, Hargita megye keleti részén, Balánbányától keletre.

## Külső hivatkozások
- Turistatérképek a Hagymás-hegységről Archiválva 2008. június 26-i dátummal a Wayback Machine-ben